# Raphidia (Raphidia) ligurica
Raphidia (Raphidia) ligurica is een kameelhalsvliegensoort uit de familie van de Raphidiidae. De soort komt voor in Frankrijk, Italië en Zwitserland.
Raphidia (Raphidia) ligurica werd voor het eerst wetenschappelijk beschreven door Albarda in 1891.